# Campeonato Brasileiro de Futsal de 2024
O Campeonato Brasileiro de Futsal de 2024 foi a 1ª edição do Campeonato Brasileiro de Futsal, a principal competição de futsal do país, organizada pela Confederação Brasileira de Futsal (CBFS).

## Formato
Os clubes foram divididos em dois grupos com dez equipes, que se enfrentam dentro das chaves em turno único. Os oito mais bem colocados de cada chave avançam ao mata-mata. Na fase eliminatória, os confrontos serão de ida e volta, com o jogo decisivo na casa do time com melhor índice técnico.

## Participantes
Os 20 clubes participantes da primeira edição do Campeonato Brasileiro de Futsal foram confirmados ainda no mês de dezembro de 2023.
| Equipe             | Cidade               | Estado |
| ------------------ | -------------------- | ------ |
| ADS Sapezal        | Sapezal              | MT     |
| América-MG         | Belo Horizonte       | MG     |
| América-RN         | Natal                | RN     |
| Apodi Futsal       | Apodi                | RN     |
| Ceará              | Fortaleza            | CE     |
| CRB                | Maceió               | AL     |
| Concórdia Futsal   | Concórdia            | SC     |
| Cruzeiro           | Belo Horizonte       | MG     |
| Estrela do Norte   | Manaus               | AM     |
| São Joseense       | São José dos Pinhais | PR     |
| ACEL Chopinzinho   | Chopinzinho          | PR     |
| ASF Sorriso        | Sorriso              | MT     |
| Vasco da Gama      | Rio de Janeiro       | RJ     |
| Sergipe            | Aracaju              | SE     |
| Náutico            | Recife               | PE     |
| Costa Rica         | Costa Rica           | MS     |
| Fortaleza          | Fortaleza            | CE     |
| Passo Fundo Futsal | Passo Fundo          | RS     |
| Sport              | Recife               | PE     |
| Yeesco Futsal      | Carazinho            | RS     |

## Fase de grupos
A Confederação Brasileira de Futsal (CBFS) realizou o sorteio no dia 1º de abril, em Guarulhos, São Paulo. A divisão dos grupos foi marcada por clássicos estaduais e regionais envolvendo grandes equipes.

### Grupo A
| Pos | Equipes          | Pts | J | V | E | D | GP | GC | SG  |
| --- | ---------------- | --- | - | - | - | - | -- | -- | --- |
| 1   | Passo Fundo      | 23  | 9 | 7 | 2 | 0 | 28 | 12 | 16  |
| 2   | Fortaleza        | 18  | 9 | 6 | 0 | 3 | 32 | 20 | 12  |
| 3   | Vasco da Gama    | 16  | 9 | 4 | 4 | 1 | 25 | 16 | 9   |
| 4   | Estrela do Norte | 14  | 9 | 4 | 2 | 3 | 37 | 34 | 3   |
| 5   | Cruzeiro         | 13  | 9 | 3 | 4 | 2 | 26 | 24 | 2   |
| 6   | CRB              | 11  | 9 | 2 | 5 | 2 | 26 | 28 | -2  |
| 7   | Sapezal          | 9   | 9 | 3 | 0 | 6 | 19 | 26 | -7  |
| 8   | América-MG       | 8   | 9 | 2 | 2 | 5 | 17 | 24 | -7  |
| 9   | Náutico          | 7   | 9 | 2 | 1 | 6 | 21 | 36 | -15 |
| 10  | Costa Rica       | 4   | 9 | 0 | 4 | 5 | 9  | 20 | -11 |

### Grupo B
| Pos | Equipes        | Pts | J | V | E | D | GP | GC | SG  |
| --- | -------------- | --- | - | - | - | - | -- | -- | --- |
| 1   | Chopinzinho    | 23  | 9 | 7 | 2 | 0 | 23 | 12 | 11  |
| 2   | América-RN     | 19  | 9 | 6 | 1 | 2 | 31 | 17 | 14  |
| 3   | Apodi Futsal   | 18  | 9 | 5 | 3 | 1 | 21 | 8  | 13  |
| 4   | Yeesco         | 17  | 9 | 5 | 2 | 2 | 29 | 13 | 16  |
| 5   | Sport          | 15  | 9 | 4 | 3 | 2 | 24 | 21 | 3   |
| 6   | Concórdia      | 12  | 9 | 3 | 3 | 3 | 26 | 31 | -5  |
| 7   | Sergipe        | 8   | 9 | 2 | 2 | 5 | 21 | 30 | -9  |
| 8   | São Joseense   | 7   | 9 | 2 | 1 | 6 | 18 | 25 | -7  |
| 9   | Sorriso Futsal | 5   | 9 | 1 | 2 | 6 | 12 | 28 | -16 |
| 10  | Ceará          | 1   | 9 | 0 | 1 | 8 | 16 | 36 | -20 |

## Eliminatórias

### Oitavas de final
Em itálico, as equipes que possuem o mando de campo no primeiro jogo do confronto e em negrito as equipes classificadas.
| Equipe 1         | Total       | Equipe 2         | 1.º jogo | 2.º jogo |
| ---------------- | ----------- | ---------------- | -------- | -------- |
| São Joseense     | 2–10        | Passo Fundo      | 0–5      | 2–5      |
| Sergipe          | 5–5 (5–6 p) | Fortaleza        | 1–1      | 4–4      |
| Concórdia        | 6–5         | Vasco da Gama    | 1–1      | 5–4      |
| Estrela do Norte | 5–7         | Sport            | 4–4      | 1–3      |
| Cruzeiro         | 4–5         | Yeesco           | 2–3      | 2–2      |
| CRB              | 4–4 (3–5 p) | Apodi Futsal     | 2–2      | 2–2      |
| Sapezal          | 6–8         | América de Natal | 2–4      | 4–4      |
| América Mineiro  | 1–3         | Chopinzinho      | 1–1      | 0–2      |

Fonte: CBFS

### Quartas de final
Em itálico, as equipes que possuem o mando de campo no primeiro jogo do confronto e em negrito as equipes classificadas.
| Equipe 1         | Total       | Equipe 2     | 1.º jogo | 2.º jogo |
| ---------------- | ----------- | ------------ | -------- | -------- |
| Passo Fundo      | 4–5         | Sport        | 1–2      | 3–2      |
| Fortaleza        | 8–4         | Concórdia    | 3–1      | 5–3      |
| Chopinzinho      | 5–5 (4–5 p) | Yeesco       | 1–1      | 4–4      |
| América de Natal | N           | Apodi Futsal | 1–1      | 1–2      |

Fonte: CBFS

### Fase final
Em itálico as equipes que possuem o mando de campo no jogo de ida; em negrito as equipes vencedoras.
|  | Semifinais   | Semifinais   | Semifinais | Semifinais |   |           | Final | Final | Final | Final |
|  |              |              |            |            |   |           |       |       |       |       |
|  | Fortaleza    | 3            | 3          | 6          |   |           |       |       |       |       |
|  | Sport        | 2            | 0          | 2          |   |           |       |       |       |       |
|  | Sport        | 2            | 0          | 2          |   | Fortaleza | 3     | 3     | 6     |       |
|  |              |              |            |            |   | Fortaleza | 3     | 3     | 6     |       |
|  |              | Apodi Futsal | 3          | 2          | 5 |           |       |       |       |       |
|  | Apodi Futsal | Apodi Futsal | 3          | 2          | 5 | 1         | 2     | 3     |       |       |
|  | Apodi Futsal |              |            |            |   | 1         | 2     | 3     |       |       |
|  | Yeesco       | 1            | 0          | 1          |   |           |       |       |       |       |

Fonte: CBFS